# Cyrtodactylus teyniei
Cyrtodactylus teyniei là một loài thằn lằn trong họ Gekkonidae. Loài này được David, Schneider & Ziegler mô tả khoa học đầu tiên năm 2011.